# Kayla Blake
Kayla Blake właś. Elsie Mapuana Sniffen (ur. 4 grudnia 1963 w Honolulu) – amerykańska aktorka filmowa i telewizyjna